# Polyscias multibracteata
Polyscias multibracteata är en araliaväxtart som först beskrevs av Baker, och fick sitt nu gällande namn av Hermann Harms. Polyscias multibracteata ingår i släktet Polyscias och familjen Araliaceae. Inga underarter finns listade.